# Olivet, Loiret
Olivet là một xã trong tỉnh Loiret, vùng Centre-Val de Loire bắc trung bộ nước Pháp. Xã này nằm ở khu vực có độ cao từ 89-109 mét trên mực nước biển.
Olivet nằm ở khúc cong của sông Loire, chảy từ đông sang tây. Olivet thuiộc thung lũng Loire giữa Sully-sur-Loire và Chalonnes-sur-Loire, được đưa vào di sản thế giới UNESCO năm 2000.
Olivet cách Paris 120 km về phía nam tây nam của Paris. Olivet phía bắc giáp Orleans còn phía nam giáp Sologne.